# St Martin's Kirk (Haddington)
St Martin's Kirk is een ruïne van een twaalfde-eeuwse, romaanse kerk gelegen in Haddington in de Schotse regio East Lothian.

## Geschiedenis
St Martin's Kirk was oorspronkelijk een deel van een cisterciënzer nonnenklooster gewijd aan de Maagd Maria, dat in 1178 gesticht werd door Ada de Warenne, schoondochter van David I van Schotland. Het district waar de abdij lag, kwam bekend te staan als Nungate.
In 1356 vernietigde Eduard III van Engeland tijdens de Schotse onafhankelijkheidsoorlogen het nonnenklooster en de kerk; deze werden later herbouwd.
Na de reformatie van 1560 werd St Martin's Kirk gebruikt als parochiekerk, totdat het gebouw in de zeventiende eeuw tot een ruïne verviel.

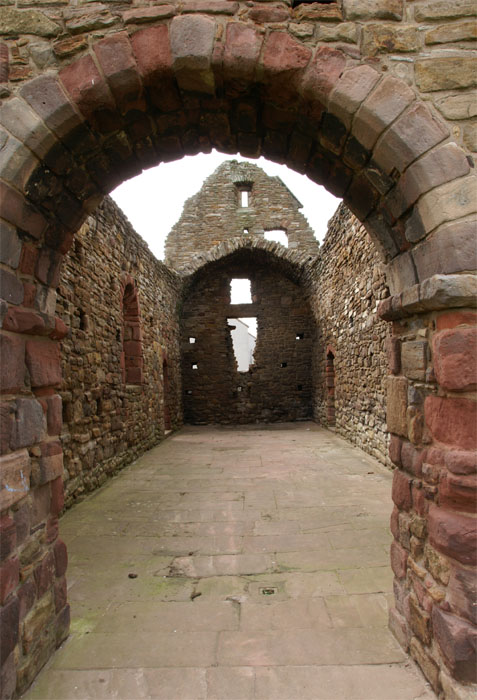
Martin's Kirk in Haddington - interieur
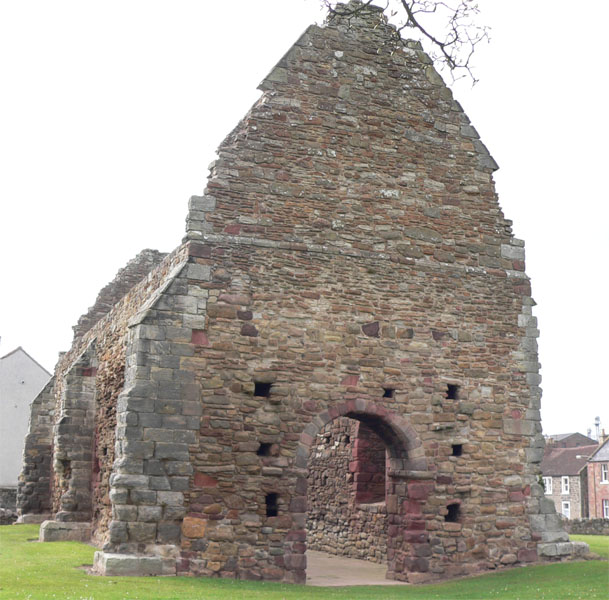
Martin's Kirk in Haddington

## Bouw
St Martin's kirk was oorspronkelijk het schip van een romaanse kerk gebouwd in rode zandsteen. In de dertiende eeuw werden de muren verstevigd met steunberen om het gewicht te dragen van de extra verdieping die op de kerk werd gebouwd. Het doel van de vele gaten in de muren is niet geheel duidelijk; wellicht werden hier balken doorgestoken die de verdieping droegen.

## Beheer
St Martin's Kirk in Haddington wordt beheerd door Historic Environment Scotland, net als het Lauderdale Aisle in St Mary's Church (Haddington).